# Vanessa benguetana
Vanessa benguetana är en fjärilsart som beskrevs av Semper 1888. Vanessa benguetana ingår i släktet Vanessa och familjen praktfjärilar. Inga underarter finns listade i Catalogue of Life.